# Nhà thờ Thánh Andrew ở Spišské Hanušovce
Nhà thờ Thánh Andrew ở Spišské Hanušovce (tiếng Slovakia: Kostol svätého Ondreja v Spišské Hanušovce) là một nhà thờ Công giáo La Mã tọa lạc ở giữa làng Spišské Hanušovce, vùng Prešov, Slovakia. Vào ngày 30 tháng 10 năm 1963, nhà thờ này được ghi danh vào Danh sách Di tích Trung ương theo quyết định của Bộ Văn hóa Cộng hòa Slovakia. Cùng năm, theo Nghị quyết của Chủ tịch Hội đồng Quốc gia Slovakia, nhà thờ được công nhận là di tích văn hóa quốc gia.

## Lịch sử
Văn bản lâu đời nhất đề cập đến nhà thờ có niên đại vào năm 1700. Theo văn bản này, nhà thờ có lẽ được xây dựng trước năm 1200. Tòa nhà nhà thờ được xây bằng các khối đá và có một bức tường bao quanh tòa nhà. Nhà thờ là một tòa nhà đơn giản. Chưa xác định được phong cách kiến trúc ban đầu của nhà thờ, nhưng theo lối kiến trúc hiện tại, nhà thờ đã được xây dựng theo phong cách Baroque. Nhà thờ có một tháp chuông bốn tầng. Nhà thờ đã trải qua nhiều lần tái thiết tu sửa, và có diện mạo hiện nay chủ yếu từ năm 1831. Ngoài ra, một số sửa chữa khác diễn ra ở nhà thờ lần lượt vào các năm: 1854, 1873, 1874, 1876, 1886 - 1887, và 1890 - 1894.